# Münchberg
 (août 2024).
Si vous disposez d'ouvrages ou d'articles de référence ou si vous connaissez des sites web de qualité traitant du thème abordé ici, merci de compléter l'article en donnant les références utiles à sa vérifiabilité et en les liant à la section « Notes et références ».
Münchberg est une ville de Bavière (Allemagne), située dans l'arrondissement de Hof, dans le district de Haute-Franconie.
Elle se trouve au centre d'un important plateau de gneiss primaire où prédomine l'élevage. C'est un centre textile important, avec une école professionnelle réputée. La ville, à la jonction du massif du Fichtel et de la forêt de Franconie, a toujours été un important point de passage.